# San José Cancasque
San José Cancasque é um município do departamento de Chalatenango, em El Salvador. Sua população estimada em 2013 era de 1 716 habitantes.